# Jeszko Radlo
Jeszko Radlo – starosta lwowski w 1376 roku, ostatni raz wzmiankowany w 1378 roku.